# Slawizm
Slawizm – jednostka językowa zaczerpnięta z języka słowiańskiego, zadomowiona w języku nienależącym do grupy słowiańskiej lub wpleciona do doraźnej wypowiedzi.
Termin „slawizm” w zbiorczy sposób określa jednostki językowe zaczerpnięte z różnych języków słowiańskich (rusycyzmów, polonizmów, czechizmów, słowacyzmów itd.). Określa się nim również wyrażenia o stwierdzonym pochodzeniu słowiańskim, w przypadkach gdy nie wiadomo dokładnie, z którego języka zostały przejęte.
Najnowsze slawizmy przeniknęły do innych języków w dwudziestym wieku przez zmienną sytuację geopolityczną, a także przez dzieła literackie i filmy. Jednym z najpopularniejszych takich dzieł jest Mechaniczna pomarańcza, futurystyczna dystopia mająca miejsce w Anglii, gdzie słowa rosyjskie są używane w roli lingua franca i jako slang młodzieżowy. Emigranci żydowscy w Stanach Zjednoczonych także spopularyzowali przez jidysz pewne słowiańskie wyrazy w amerykańskiej mowie potocznej. W innych językach znane są także nieliczne nazwy potraw słowiańskich.
Slawizmy znane w innych językach to m.in.
- babuszka (z ros. „babcia”) – używana w innych językach, zwłaszcza w angielskim
- beluga, rosyjska nazwa ryby, z której uzyskuje się najdroższy rodzaj kawioru
- blini, znane także jako blints (przez jidysz)
- borszcz
- chachki, chachkes – cacko w liczbie mnogiej, spopularyzowane w USA przez jidysz
- glastnost
- ikura – japońska nazwa kawioru, z rosyjskiego ikra
- kasha – spopularyzowana w USA przez jidysz
- kalbasa – spopularyzowana w USA przez polskich imigrantów (podawana też jako Polish sausage)
- kisiel
- kwas - w wielu językach zachodnich oznacza kwas chlebowy
- latkes – placki ziemniaczane w rosyjskim lub ukraińskim, spopularyzowane w USA przez jidysz
- njet – z rosyjskiego, używane w mowie potocznej w innych językach dla podkreślenia negacji
- nudnik – nudziarz, spopularyzowane w USA przez jidysz
- Pierestrojka
- pirogi – slawizm w Europie i w USA oznaczający gotowane pierożki z nadzieniem, używany jak w języku polskim, nie w rosyjskim, gdzie pirog oznacza potrawę pieczoną z nadzieniem, dużą i podobną do pieczeni rzymskiej.
- polonez – w języku francuskim taniec polski
- robot – stworzona przez czeskiego pisarza Karela Čapka nazwa automatu pracującego za człowieka, z czeskiego robota „pańszczyzna, ciężka praca”. Z końcem dwudziestego wieku słowo robot zostało skrócone w języku angielskim do bot, co oznacza automatyczny skrypt w Internecie.
- smetana – określa w innych językach wyłącznie kwaśną śmietanę, dodawaną do słowiańskich potraw jak barszcz
- sputnik
- uszanka – czapka uszanka
- vampire – spopularyzowana przez Brama Stokera rumuńska pożyczka słowiańskiego określenia „upiór”, czyli zmarłej osoby, wstającej po śmierci z grobu i polującej w nocy na ludzi, aby wyssać z nich krew.
- vodka